# Understyrning

Idealiskt ska fordonet följa den grönprickade linjen. Om fordonet understyr, förlorar framhjulen väggrepp och fordonet följer i stället den rödprickade linjen.

Understyrning anger uppträdandet hos ett fordon vid forcerad körning eller en plötslig undanmanöver. Understyrning innebär att fordonet svänger mindre än rattutslaget och strävar att gå rakt fram i en kurva. 
De flesta moderna personbilar är något understyrda. Generellt sett är framhjulsdrivna bilar mer understyrda än bakhjulsdrivna. Bakhjulsdrivna bilar kan i stället vara överstyrda. En lätt understyrning eftersträvas av de flesta bilfabrikanter eftersom det ger bilen ett mer förutsägbart och lätthanterligt beteende i en kritisk situation. Alltför kraftig understyrning gör bilen tunghanterad. Sportbilar är ofta neutral- till överstyrda för att lättare reagera på förarens kommandon vid mer avancerad körning.
En bil som är tungt lastad bak, har lättare en tendens att understyra då framdäcken får mindre tryck/tyngd och därmed sämre kontakt med vägbanan.
Långa fordon, som många typer av lastbilar och bussar, är ofta mycket understyrda och måste därför köras med stor slipvinkel i tvära kurvor. På is kan det medföra avsevärt sämre väggrepp och därmed högre olycksrisk.